# Юрково (Могилёвская область)
Ю́рково (бел. Ю́ркава) — деревня в составе Савского сельсовета Горецкого района Могилёвской области Республики Беларусь.

## Население
- 1999 год — 57 человек
- 2010 год — 45 человек